# Zoë Më
Zoë Anina Kressler (Bazel, 6 oktober 2000), beter bekend onder haar artiestennaam Zoë Më, is een Zwitsers zangeres en songwriter. Ze vertegenwoordigde met het nummer "Voyage" Zwitserland op het Eurovisiesongfestival 2025 in haar geboortestad Bazel.

## Biografie
Kressler werd geboren in een welgestelde familie in Bazel en woonde in Duitsland alvorens haar familie zich vestigde in Fribourg in 2009. Op tienjarige leeftijd begon ze met het schrijven van haar eigen liedjes. Al snel creeërde Kressler haar eigen poëzie-popstijl, dat zowel de Duitse en de Franse taal als de muziekgenres pop en chanson combineert.
In 2024 won Kressler de muziekprijzen RTS Artiste Radar en SRF 3 Best Talent. Deze prijzen waren eerder gewonnen door ariesten als Nemo en Marius Bear. Ze heeft opgetreden tijdens meerdere grote evenementen als het Montreux Jazz Festival en het Luzern Live Stage en ook als gastartiest bij tours van Remo Forrer en Joya Marleen.
Op 5 maart 2025 werd Kressler door de Zwitserse openbare omroep SRG SSR intern geselecteerd om Zwitserland te vergenwoordigen op het Eurovisiesongfestival 2025 in Bazel. Het nummer waarmee Kressler aantreed, "Voyage", werd uitgebracht op 10 maart 2025. In de finale op 17 mei 2025 was ze als negentiende van de 26 acts aan de beurt. Zoë Më ontving 214 punten en eindigde daarmee op de tiende plaats. Alle punten waren afkomstig van de nationale jury's.

## Trivia
Kressler's familie is een van Zwitserland's rijkste families.

## Discografie

### Ep's
| Jaar | Titel          |
| ---- | -------------- |
| 2024 | Le Loup        |
| 2024 | Dorienne Girls |

### Singles
| Jaar | Titel                      |
| ---- | -------------------------- |
| 2018 | Barenbrüder                |
| 2019 | Endlose Strase (met Pablo) |
| 2020 | Itsuko                     |
| 2020 | Aimée                      |
| 2020 | Fallende Tänzer            |
| 2020 | Kartenhaus                 |
| 2021 | Das Lied der Leichtigkeit  |
| 2023 | Ok                         |
| 2023 | Lied ohne Ende             |
| 2024 | Liste der Interdits        |
| 2024 | Overdose                   |
| 2025 | Voyage                     |
|      | Million de Mois            |

1956: Lys Assia + Lys Assia · 
1957: Lys Assia · 
1958: Lys Assia · 
1959: Christa Williams · 
1960: Anita Traversi · 
1961: Franca di Rienzo · 
1962: Jean Philippe · 
1963: Esther Ofarim · 
1964: Anita Traversi · 
1965: Yovanna · 
1966: Madeleine Pascal · 
1967: Géraldine · 
1968: Gianni Mascolo · 
1969: Paola · 
1970: Henri Dès · 
1971: Peter, Sue & Marc · 
1972: Véronique Müller · 
1973: Patrick Juvet · 
1974: Piera Martell · 
1975: Simone Drexel · 
1976: Peter, Sue & Marc · 
1977: Pepe Lienhard Band · 
1978: Carole Vinci · 
1979: Peter, Sue & Marc & Pfuri, Gorps & Kniri · 
1980: Paola · 
1981: Peter, Sue & Marc · 
1982: Arlette Zola · 
1983: Mariella Farré · 
1984: Rainy Day · 
1985: Mariella Farré & Pino Gasparini · 
1986: Daniela Simmons · 
1987: Carol Rich · 
1988: Céline Dion · 
1989: Furbaz · 
1990: Egon Egemann · 
1991: Sandra Simó · 
1992: Daisy Auvray · 
1993: Annie Cotton · 
1994: Duilio · 
1996: Kathy Leander · 
1997: Barbara Berta · 
1998: Gunvor · 
2000: Jane Bogaert · 
2002: Francine Jordi · 
2004: Piero Esteriore & The MusicStars · 
2005: Vanilla Ninja · 
2006: Six4one · 
2007: DJ BoBo · 
2008: Paolo Meneguzzi · 
2009: Lovebugs · 
2010: Michael von der Heide · 
2011: Anna Rossinelli · 
2012: Sinplus · 
2013: Takasa · 
2014: Sebalter · 
2015: Mélanie René · 
2016: Rykka · 
2017: Timebelle · 
2018: ZiBBZ · 
2019: Luca Hänni · 
2021: Gjon's Tears · 
2022: Marius Bear · 
2023: Remo Forrer · 
2024: Nemo · 
2025: Zoë Më